# Margaret Leland Goldsmith
Margaret Leland Goldsmith (* 1894 in Milwaukee; † 1971 in London) war eine US-amerikanische Schriftstellerin, Übersetzerin und Journalistin.

## Leben
Goldsmith wurde als Tochter deutscher Einwanderer im US-amerikanischen Milwaukee geboren, wuchs aber in Berlin auf, wo sie die Schule besuchte. Sie studierte am Illinois Woman’s College und an der University of Illinois, die sie mit einem M.A. verließ. Während des Ersten Weltkriegs arbeitete sie für den Rat für Kriegsindustrie unter Bernard Baruch, danach für die United States Chamber of Commerce in Washington und die Internationale Handelskammer in Paris. Als Forschungsassistentin für den Handelsattaché der US-amerikanischen Botschaft kehrte sie nach Berlin zurück, wo sie zwischen 1923 und 1925 als eine der ersten Frauen stellvertretende Handelskommissarin wurde. 1926 heiratete sie Frederick Voigt, den Korrespondenten des Guardian in Berlin (die Ehe wurde 1935 geschieden). Im Frühjahr 1928 hatte sie eine kurze Affäre mit Vita Sackville-West. Ab 1931 lebte sie dauerhaft in London, übersetzte deutsche Literatur ins Englische und setzte sich für deutsche Schriftsteller im Exil ein. Während des Zweiten Weltkriegs arbeitete sie für die BBC.

## Werke (Auswahl)

### Romane
- Karin's mother, Payson & Clarke, New York 1928; Good-bye für heute,  ; herausgegeben, aus dem Englischen übersetzt und mit einem Nachwort von Eckhard Gruber, Berlin : AvivA, 2025, ISBN 978-3-949302-29-9
- Belated Adventure, Jonathan Cape, London 1929.
- Ein Fremder in Paris, Paul List, Leipzig 1930.
- Patience geht vorüber, Kindt & Bucher Verlag, Berlin 1931. Neuauflage: AvivA Verlag, Berlin 2020, ISBN 978-3-932338-94-6.
- Venus in Scorpio : A Romance of Versailles, 1770–1793 (mit Katharine Burdekin), The Bodley Head, London 1940.
- Good-Bye für heute, AvivA Verlag, Berlin 2025, ISBN 978-3-949302-29-9.

### Sachbücher
- Frederick the Great, 1929.
- Count Zeppelin, a biography, 1931.
- Christina of Sweden, a psychological biography, 1933.
- Franz Anton Mesmer: the history of an idea, 1934.
- Seven women against the world, 1935.
- John the Baptist. A modern interpretation, 1935.
- Maria Theresa of Austria, 1936.
- Joseph, 1937.
- Florence Nightingale, the woman and the legend, 1937.
- Sappho of Lesbos : a psychological reconstruction of her life, 1938.
- Madame de Stael: portrait of a liberal in the revolutionary age, 1938.
- The trail of opium: the eleventh plague, 1939.
- Women at War, 1943.
- The Rad to Penicillin: a history of chemotherapy, 1946.
- Women and the Future, 1946.
- Soho Square, 1947.
- Studies in aggression, 1948.
- The wandering portrait, 1954.

### Übersetzungen
- America seen through German eyes von Arthur Feiler, 1928.
- The revolt of the fishermen von Anna Seghers, London: E. Mathews & Marrot, 1929.
- Matka Boska. Mother of God von Cécile Ines Loos, 1930.
- Results of an accident von Vicki Baum. London: Geoffrey Bles, 1931.
- Emil and the detectives von Erich Kästner (with an introduction by Walter De la Mare and drawings by Sax). London: Jonathan Cape, 1931.
- Cathérine joins up von Adrienne Thomas, 1931.
- Das Kind aus Saal IV von Hertha von Gebhardt, 1932.
- They Call it Patriotism von Bruno Brehm, 1932.
- Matka Boska. Mother of God von Bruno Brehm, 1932.
- The wheel of life: a novel von Hermynia Zur Mühlen, 1933.
- The station master: a novel von Oskar Maria Graf, 1933.
- Why I Left Germany. By a German Jewish Scientist, 1934.
- Frail Safety von Heinrich Herm, 1934.
- Beaumarchais, adventurer in the century of women von Paul Frischauer, 1935.
- Return to Reality, and other stories von Gina Kaus, 1935.
- Myself a Goddess. A new biography of Isabella of Spain von Alma Wittlin, 1936.
- Outcasts. A novel von Elisabeth Augustin, 1937.
- Wilhelm Furtwängler: a biography von Curt Riess, 1955.